# Casa Bonaventura Barba
La casa Bonaventura Barba és un edifici situat al carrer de Joaquim Costa, 19 del barri del Raval de Barcelona, catalogat com a bé cultural d'interès local.

## Història
El 1855, el comerciant i terraninent Rafael Sabadell i Permanyer va establir en emfiteusi una parcel·la al carnisser Bonaventura Barba, que l'any següent va encarregar-ne el projecte al mestre d'obres Pere Puig.

## Descripció
Consta de planta baixa, entresol i quatre pisos, construït el 1857, segons s'indica a la data d'una reixa entre el vestíbul i el replà de l'escala. Al nivell inferior s'obren tres obertures d'arc de mig punt adovellat que ocupen la planta baixa i l'entresol. Els finestrals de l'entresol compten amb una barana de ferro forjat. El primer pis s'aixeca sobre una balconada correguda de llosana de pedra, les obertures són de llinda i emmarcades amb motllures de pedra. A la sobrellinda hi té lloc un plafó de terracota horitzontal amb motius vegetals, així com, als seus costats, les mènsules que sostenen el següent balcó. Els tres primers pisos estan units compositivament per quatre lesenes verticals decorades amb terracota, situades als espais intermedis al costat dels balcons, amb motius trenats i un medalló al mig de les dues dels extrems laterals i amb motius vegetals centrats per relleus de ballarines als dos eixos centrals. L'última planta està separada de les altres per una imposta i, entre els seus balcons, hi ha plafons menors decorats amb medallons que contenen bustos femenins. La façana es corona amb una cornisa.